# Thecla nugar
Thecla nugar är en fjärilsart som beskrevs av William Schaus 1902. Thecla nugar ingår i släktet Thecla och familjen juvelvingar. Inga underarter finns listade i Catalogue of Life.